# LP 791-18

LP 791-18, o TOI-736, è una piccola stella nana rossa nella costellazione del Cratere, situata a 87 anni luce dalla Terra.
La stella è una delle più piccole note per ospitare esopianeti. Nel 2019 sono stati scoperti due pianeti extrasolari transitare davanti a essa dal telescopio spaziale TESS, mentre un terzo pianeta è stato scoperto nel 2023 utilizzando anche i dati raccolti in precedenza dal telescopio spaziale Spitzer, la cui missione è terminata nel 2020.

## Sistema planetario

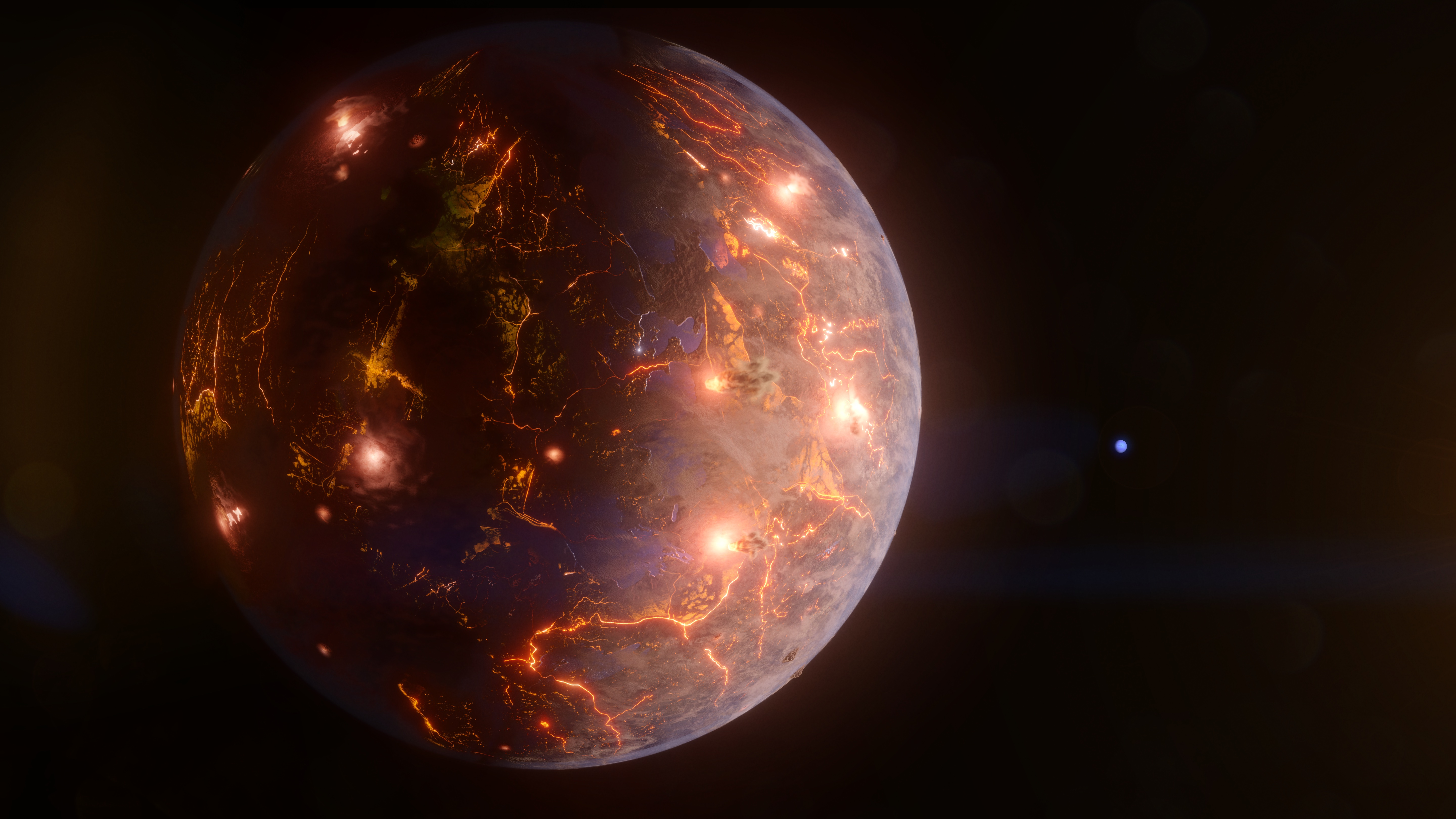
Immagine artistica di LP 791-18 d.

Il pianeta più interno, b, è una super Terra leggermente più grande del nostro pianeta mentre il pianeta più esterno, c, è un mininettuno avente una massa di circa 7 volte quella terrestre; entrambi i pianeti sono stati scoperti nello stesso momento nel 2019. Il pianeta intermedio, d, è un pianeta terrestre scoperto nel 2023 e potrebbe essere potenzialmente riscaldato dalle maree causate dalle interazioni con il pianeta c; in tal caso è probabile che l'attività vulcanica in superficie sia particolarmente intensa, simile a quella presente su Io, satellite di Giove, il corpo celeste più vulcanico del sistema solare. Il pianeta d si trova vicino al limite interno della zona abitabile; la temperatura di equilibrio è di circa 300-400 K, e vista la piccola distanza che lo separa dalla stella si trova in rotazione sincrona, volgendo verso di essa sempre lo stesso emisfero. Mentre sul lato perennemente rivolto verso la stella la temperatura potrebbe essere troppo elevata per sostenere l'acqua liquida in superficie, sul lato notturno del pianeta è possibile che l'acqua possa condensarsi e rendere il pianeta potenzialmente abitabile.
Prospetto del sistema
| Pianeta | Tipo        | Massa           | Raggio                | Sem. maggiore | Eccentricità   | Incl. orbita | Scoperta |
| ------- | ----------- | --------------- | --------------------- | ------------- | -------------- | ------------ | -------- |
| b       | Super Terra | —               | 1,212+0,059 −0,058 r⊕ | 0,00978 UA    | —              | 88,37        | 2019     |
| d       | Terrestre   | 0,9+0,5 −0,4 M⊕ | 1,032+0,044 −0,043 r⊕ | 0.01992 UA    | 0,0015±0,00014 | 89.34        | 2023     |
| c       | Mininettuno | 7,1±0,7 M⊕      | 2,438±0,096 r⊕        | 0,02961 UA    | 0.00008        | 89,78±0,13   | 2019     |